# Megan Park

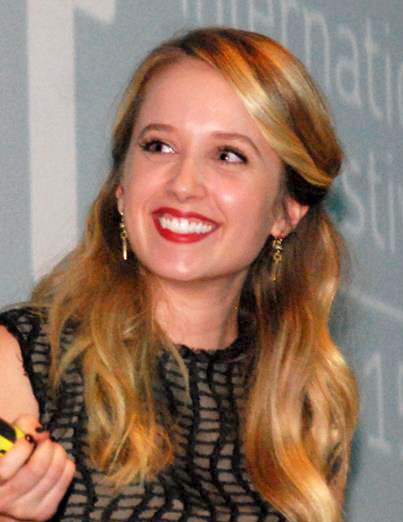
Megan Park (2013)

Megan Marie Park (* 24. Juli 1986 in Lindsay, Ontario) ist eine kanadische Schauspielerin, Regisseurin und Drehbuchautorin.

## Leben und Karriere
Megan Park besuchte die Oakridge Secondary School in London, Ontario, wo sie im Schultheater mitspielte.
Mit sechs Jahren fing Park an zu schauspielern. Ihre erste größere Rolle war eine Gastrolle in der Serie Angela Henson – Das Auge des FBI. Des Weiteren hatte sie eine kleinere Rolle in dem Film Charlie Bartlett. In Mensch, Derek! stellte sie als Darstellerin der Amy eine wiederkehrende Rolle dar. Darüber hinaus hatte Park von 2008 bis 2013 die Hauptrolle als Grace Bowman in The Secret Life of the American Teenager inne.
Park gründete 2009 die Band Frank & Derol mit Codi Caraco und Miley Cyrus’ älterer Halbschwester Brandi Cyrus. In der Band agierte sie als Sängerin und Gitarristin. Im Jahr 2010 verließ Park die Band, um den Schwerpunkt ihrer Karriere auf die Schauspielerei zu verlegen.
Seit 2007 ist sie mit Tyler Hilton, einem Schauspielkollegen aus Charlie Bartlett, liiert. Nachdem die beiden sich im Januar 2014 verlobt hatten, heirateten sie am 10. Oktober 2015 in Kalifornien.

## Filmografie (Auswahl)
- 2004: Ace Lightning (Fernsehserie, 5 Folgen)
- 2005: The Blobheads (Fernsehserie, 2 Folgen)
- 2006: Angela Henson – Das Auge des FBI (Angela’s Eyes, Fernsehserie, Folge 1x05)
- 2007: Charlie Bartlett
- 2007: Mensch, Derek! (Life with Derek, Fernsehserie, Folge 3x23)
- 2008–2013: The Secret Life of the American Teenager (Fernsehserie, 116 Folgen)
- 2010: Verführt (The Perfect Teacher)
- 2010: Entourage (Fernsehserie, Folge 7x02)
- 2011: Happy Endings (Fernsehserie, Folge 2x02)
- 2011: Cinderella Story – Es war einmal ein Lied (A Cinderella Story: Once Upon a Song)
- 2012: Guns and Girls (Guns, Girls and Gambling)
- 2012: The Newsroom (Fernsehserie, Folge 1x02)
- 2012: So Undercover
- 2013: The F-Word – Von wegen nur gute Freunde! (The F Word)
- 2013–2014: The Neighbors (Fernsehserie, 9 Folgen)
- 2014: The Lottery (Fernsehserie, 4 Folgen)
- 2015: Demonic Haus Des Horrors
- 2015: Raum (Room)
- 2015: Ungodly Acts
- 2015: Jane the Virgin (Fernsehserie, Folge 2x08)
- 2015: A Wish Come True (Fernsehfilm)
- 2016: Central Intelligence
- 2016: My Christmas Love
- 2017: Imposters (Fernsehserie, 3 Folgen)
- 2017: 9JKL (Fernsehserie, Folge 1x07)
- 2018: Once Upon a Prince (Fernsehfilm)
- 2018: Did I Kill My Mother? (Fernsehfilm)
- 2018: Time for Me to Come Home for Christmas (Fernsehfilm)
- 2019: A Christmas Wish
- 2019: Young Sheldon (Fernsehserie, Folge 2x15)
- 2019: Weihnachten bei den Moodys (The Moodys, Fernsehserie, 3 Folgen)
- 2020: Deported
- 2021: The Life After (Regie und Drehbuch)
- 2021: A Royal Queens Christmas (Fernsehfilm)
- 2024: My Old Ass

## Auszeichnungen
Directors Guild of America Award
- 2025: Nominierung für das Beste Regiedebüt (My Old Ass)[5]

Writers Guild of America Award
- 2025: Nominierung für das Beste Originaldrehbuch (My Old Ass)[6]